# Max Samst

Samst, Lilienthal & Öser (1892)

Max Friedrich Louis Albert Samst (* 29. November 1859 in Ortrand, damals Kreis Liebenwerda, Provinz Sachsen; † 11. Mai 1932 in Berlin) war ein deutscher Schauspieler und Theaterleiter.

## Leben und Werk

### Herkunft und erste Jahre
Max Samst stammte aus einer Schauspielerfamilie. Schon sein Vater Emil Christian Camillo Samst leitete sein eigenes Ensemble und war mit der Tochter des Theaterdirektor Gottlob Meyer († 1843) verheiratet. 1860 hatte Emil Samst das 1853 eröffnete Theater in Rawicz übernommen, an dem die ganze Familie Meyer-Samst auftrat. Max Samst stand dort bereits als Kind auf der Bühne. Danach betrieb Emil Samst mit der Familie mehrere Jahre ein Tourneetheater und eine Schauspielschule.
Mit knapp 20 Jahren kam Samst nach Berlin, wo er zunächst Klassikerrollen am Alten National-Theater am Weinbergsweg spielte. In den 1880er-Jahren übernahm er das alte Königsstädtische Theater (ehemals Alexanderplatz-Theater, Quargs Vaudeville). Max Samst galt als „äußerst witziger und schlagfertiger Geselle“, lebensfroh und unternehmungslustig. Als Komiker hatte er Augenzeugenberichten zufolge eine große Ausstrahlungskraft und bekam auch als Charakterdarsteller eine gute Presse.

### „Ostend-Theater“ 1890–1896
Anfang 1890 wurde Samst Direktor des Ostend-Theaters in der Großen Frankfurter Straße 132 (heute Karl-Marx-Allee 78–84). Das 1877 erbaute Theater hatte zahlreiche Betreiberwechsel erlebt und galt im Volksmund als finanzielles „Massengrab des fernen Ostens“. Samst begann seine Direktion im Mai 1890 ganz in der Tradition des Hauses mit dem wüsten Kolportagestück Der Scharfrichter von Berlin. Die Hauptrolle spielte der stadtbekannte ehemalige Berliner Scharfrichter Julius Krautz, der auf der Bühne sein Fallbeil schwang. Dann engagierte Samst den wohl berühmtesten Schauspieler der damaligen Zeit, Josef Kainz, der nach einem Rechtsstreit mit dem Direktor des Berliner Theaters Ludwig Barnay von allen Theatern des Deutschen Bühnenvereins boykottiert wurde. Kainz trat von Mai bis September 1890 in klassischen Rollen am Ostend-Theater auf und sorgte für ausverkaufte Vorstellungen. Im Herbst 1890 wurde das Haus dann Spielstätte für die geschlossenen Veranstaltungen der Freien Volksbühne, die ihr Programm mit Henrik Ibsens Stützen der Gesellschaft eröffnete und auch das in Preußen verbotene Hauptmann-Drama Die Weber aufführte.
Das Schauspieler-Ensemble von Samst galt nicht gerade als qualitativ hochstehend. Die Fähigkeiten der 1890 neben Kainz agierenden Darsteller fiel beispielsweise dermaßen ab, dass die Vossische Zeitung lästerte, nur „der Mangel an Körperkraft“ habe diese dazu gebracht, „den Beruf des Mimen vor dem einträglicheren des Gepäckträgers“ zu wählen. Und wie schon sein Vater beschäftigte Max Samst an den von ihm geleiteten Theatern zahlreiche Familienmitglieder. So arbeiteten nicht nur seine späteren Frauen, sondern auch seine Nichten und ein Neffe bei ihm als Schauspieler, sein Sohn Max Jr. wurde später bei ihm Kapellmeister. Um 1893/94 heiratete Samst die Schauspielerin Käthe Griep, die Mitglied seines Ensembles war.
1892 gewann Samst den Flugpionier Otto Lilienthal, dem er eigentlich Geld für die Lieferung einer Dampfmaschine für die Theaterheizung schuldete, als Mäzen für seine Bühne. Zusammen mit dem Schauspieler Richard Öser wandelten die beiden das Haus in ein Volkstheater für die Arbeiterschichten mit dem Namen Nationaltheater um („Zehn-Pfennig-Theater“), an dem Lilienthal auch als Schauspieler auftrat. Aufgrund dieser reformerischen Aktivitäten wurde Samst daraufhin sozialdemokratischer beziehungsweise anarchistischer Bestrebungen verdächtigt und zwischen 1897 und 1901 von der Polizei überwacht. Da aber die Einnahmen des „Zehn-Pfennig-Theaters“ die Kosten nicht decken konnten, versuchte Samst das Haus mit Konzerten, Kinderfesten, Jahrmarktsattraktionen und Ringkampfveranstaltungen zu füllen. Als Lilienthal 1896 starb und auch staatliche Unterstützung für das Projekt ausblieb, musste Samst aufgeben.

Gastspiel-Anzeige (1912)

### 1896–1916
Von diesem Zeitpunkt an gab Samst seine reformerischen Theaterpläne auf und spielte fortan überwiegend Operetten, Schwänke und Possen bis hin zu Kitsch und Schmierentheater. Er übernahm 1896 als Direktor das Friedrich-Wilhelmstädtische Theater in der Chausseestraße, das er bis etwa 1899 führte, und bespielte gleichzeitig mit einem nahezu identischen Ensemble wieder das Alexanderplatz-Theater. Trotz reger Aktivitäten gelang es Max Samst in den nächsten Jahrzehnten nicht mehr, sich und sein Theaterunternehmen dauerhaft wirtschaftlich zu konsolidieren. Ab etwa 1900 reiste Samst mit seinem eigenen Tourneetruppe (Max-Samst-Ensemble, Metropol-Ensemble) jahrelang durch Deutschland und trat von Aachen bis Königsberg, von Breslau bis Wiesbaden auf. Bald hatte er den Ruf eines „unseligen Rundreisetheaterdirektor[s]“.
Im Oktober 1908 übernahm Samst das Stuttgarter Residenztheater. Trotz einiger Uraufführungen und Gastspielen prominenter Darsteller konnte Samst aber den finanziellen und qualitativen Niedergang des Hauses nicht aufhalten. Überliefert ist der Schaubühne-Verriss „einer ungeheuerlichen, über die Maßen abscheulichen Hamletverhunzung“ während eines Gastauftritts von Ferdinand Bonn 1909. Im März 1912 wurde das Theater in ein Kino umgewandelt und Samst ging mit seinem Ensemble wieder auf Tournee, bei der er unter anderem fünf Monate im Kölner Metropol-Theater gastierte. 1913 geriet Samst bei dem Versuch, das Bömly-Theater in Basel zu betreiben, in finanzielle Bedrängnis. Anschließend pachtete er das Kölner Kleine Theater in der Schildergasse, das 1910–1913 ein Kino war. Im August 1914 wurden bei Ausbruch des Ersten Weltkriegs zunächst alle Theater geschlossen. Der 54-jährige Samst selbst wurde dienstverpflichtet.

### Ab 1917
1917 übernahm Max Samst dann das Thalia-Theater in Chemnitz. 1918 heiratete er in zweiter Ehe die dort engagierte junge Schauspielerin Käthe Schmidt (1897–1979). Das Chemnitzer Theater musste Samst 1922 aufgeben. Zurück in Berlin war er zunächst Schauspieler an den Folies Caprice am Oranienburger Tor. Dann betrieb Samst wieder sein Tourneeunternehmen und pachtete – teilweise mit Mitbetreibern – verschiedene kleinere oder abgewirtschaftete Berliner Theater, so das Neue Theater am Zoo, Wallner-Theater, Central-Theater, Residenztheater und zuletzt das Walhalla-Theater, wiederum ohne dauerhaften wirtschaftlichen Erfolg.
1930 musste sich der unter anderem an Zuckerkrankheit leidende Samst aus dem Theaterleben zurückziehen und war in seinen letzten Jahren finanziell notleidend. „Von Legenden umwoben, von Anekdoten umschwirrt“ starb er 1932 mit 72 Jahren. Unter großer Anteilnahme wurde er auf dem Jerusalemer Friedhof (Friedhof II der Jerusalems- und Neuen Kirchengemeinde) in der Baruther Straße (Berlin-Kreuzberg) beerdigt.